# 屯六水库
屯六水库位于中国广西壮族自治区南宁市良庆区南晓镇，是以灌溉为主，兼有发电、防洪、养殖等功能的大（二）型水库。
屯六水库地处十万大山北麓，毗邻凤亭河水库，是南宁市的后备水源。